# Vesna Vulović
Vesna Vulović (Kirin Serbia: Весна Вуловић; phát âm [ˈʋeːsna ˈʋuːlɔʋit͡ɕ]; 3 tháng 1 năm 1950 – 23 tháng 12 năm 2016) là một tiếp viên hàng không Serbia. Cô giữ Guinness kỷ lục thế giới sống sót sau rơi cao độ cao nhất mà không cần dù: 10.160 mét. Cú rơi của cô đã diễn ra sau một vụ nổ xé qua khoang hành lý của chuyến bay JAT 367 vào ngày 26 tháng 1 năm 1972, khiến nó bị rơi gần Srbská Kamenice, Tiệp Khắc. Cô là người duy nhất sống sót sau vụ tai nạn mà các nhà điều tra an toàn hàng không quy cho một quả bom cặp xách. Chính quyền Nam Tư nghi ngờ rằng người theo chủ nghĩa dân tộc Croatia là thủ phạm, nhưng không ai bị bắt.
Sau vụ tai nạn, Vulović đã trải qua nhiều ngày trong hôn mê và phải nhập viện trong vài tháng. Cô bị vỡ hộp sọ, ba đốt sống gãy, hai chân bị gãy, gãy xương sườn và bị gãy xương chậu. Những vết thương này khiến cô bị tê liệt tạm thời từ thắt lưng trở xuống. Cô đã hồi phục gần như hoàn toàn nhưng vẫn tiếp tục bước đi với đôi chân khập khiễng. Vulović không có ký ức về vụ việc và không có cảm giác gì về việc bay sau hậu quả của vụ tai nạn. Mặc dù sẵn sàng tiếp tục công việc tiếp viên hàng không, Jat Airways đã cho cô một công việc bàn đàm phán hợp đồng vận chuyển hàng hóa, cảm thấy sự hiện diện của cô trên các chuyến bay sẽ thu hút quá nhiều công chúng. Vulović trở thành người nổi tiếng ở Nam Tư và được coi là anh hùng dân tộc.

## Thời trẻ
Vesna Vulović sinh ở Belgrade ngày 3 tháng 1 năm 1950. Cha cô là một doanh nhân và mẹ cô là một huấn luyện viên thể dục. Được thúc đẩy bởi tình yêu của cô The Beatles, Vulović đã đến Vương quốc Anh sau khi hoàn thành năm đầu tiên ở trường đại học, hy vọng cải thiện kỹ năng tiếng Anh của mình. "Ban đầu tôi ở với bạn bè của cha mẹ tôi ở Newbury", cô nhớ lại, "nhưng muốn chuyển đến London. Tôi đã gặp một người bạn đề nghị chúng tôi đến Stockholm. nói với bố mẹ tôi rằng tôi đang sống ở thủ đô của Thụy Điển, họ nghĩ về ma túy và tình dục và bảo tôi về nhà ngay lập tức. " Khi trở về Belgrade, Vulović quyết định trở thành một tiếp viên hàng không sau khi nhìn thấy một trong những người bạn của mình trong bộ đồng phục tiếp viên hàng không. "Cô ấy trông thật tuyệt và vừa mới đến London được một ngày", Vulović nhớ lại. "Tôi nghĩ, 'Tại sao tôi không nên làm tiếp viên hàng không? Tôi có thể đến Luân Đôn mỗi tháng một lần'." Cô đã gia nhập hàng JAT, hãng hàng không quốc gia Nam Tư và là hãng hàng không lớn nhất, vào năm 1971.

## Chuyến bay 367 của JAT

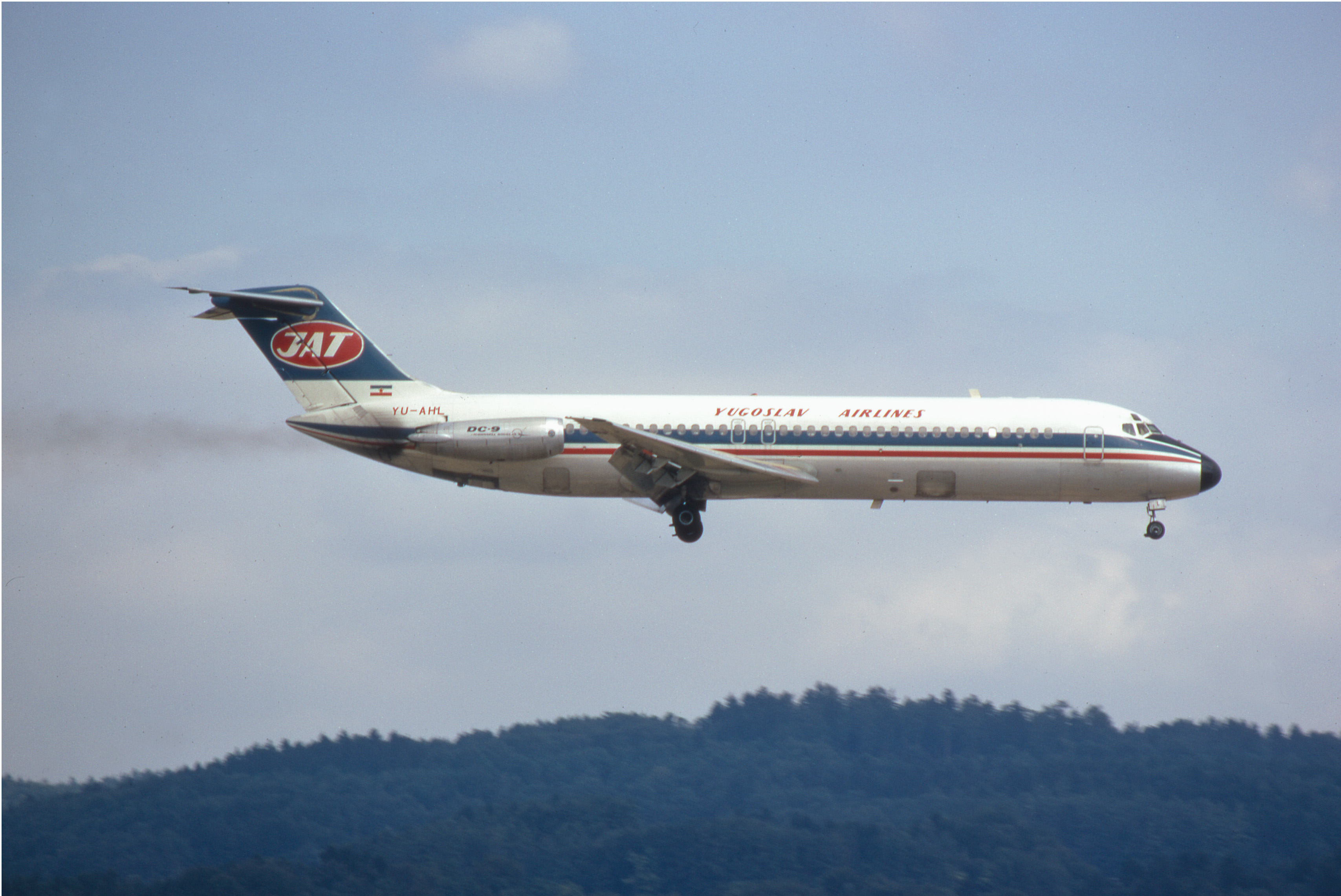
A JAT McDonnell Douglas DC-9 giống như chiếc máy bay bị đánh bom

Phi hành đoàn phụ của huyến bay 367 của JAT, bay từ Stockholm đến Belgrade bằng trạm dừng chân tại Copenhagen và Zagreb, đã đến Đan Mạch vào sáng 25 Tháng 1 năm 1972. Theo Vulović, cô không được lên kế hoạch trên chuyến bay 367 và JAT đã nhầm lẫn cô với một tiếp viên hàng không khác tên là Vesna. Tuy nhiên, Vulović nói rằng cô rất hào hứng đi đến Đan Mạch vì đây là lần đầu tiên cô đến thăm đất nước này. Các phi hành đoàn đã có toàn bộ buổi chiều và sáng hôm sau với chính họ. Vulović muốn đi tham quan nhưng các đồng nghiệp của cô khăng khăng rằng họ đi mua sắm. "Mọi người đều muốn mua một cái gì đó cho gia đình của mình," cô nhớ lại. "Vì vậy, tôi đã phải đi mua sắm với họ. Họ dường như biết rằng họ sẽ chết. Họ không nói về điều đó, nhưng tôi thấy ... Tôi cảm thấy cho họ. Và cơ trưởng ở lại trong phòng trong 24 giờ. Anh ấy không muốn ra ngoài chút nào. Vào buổi sáng, trong bữa sáng, phi công đã nói về con trai và con gái của anh ấy như thể không có ai khác có con trai hay con gái."